# ميمي الشربيني
محمد عبد اللطيف الشربيني الشهير بميمي الشربيني (26 يوليو 1938 - 20 يناير 2025)، هو لاعب كرة قدم سابق ومعلق رياضي مصري شهير، لعب للنادي الأهلي المصري أكثر من 14 عاماً كما لعب للمنتخب المصري العسكري.

## المسيرة الاحترافية
بدأ مشواره باللعب في صفوف النادي المصري القاهري عام 1953 حتى اكتشفه عبد المنعم البقال كشاف النادي الأهلي فضمه إليه ولعب في صفوفه ابتداء م 1957 – 1958 وحتى اعتزاله موسم 1970 – 1971 وحقق درع الدورى 4 مرات وكأس مصر 3 مرات. اتجه بعد اعتزاله إلى التدريب ثم إلى التعليق على المباريات ثم عمل بالتعليق في عدة قنوات.

## المسيرة الدولية
حصل مع المنتخب المصري على بطولة كأس أفريقيا للأمم عام 1959، وسجل هدفاً في البطولة في مرمى منتخب أثيوبيا في الدور قبل النهائي، وهي المباراة التي انتهت بنتيجة 4-0.

## المسيرة التدريبية
درب منتخب الإمارات لكرة القدم في العام 1975، كما درب نادي غزل دمياط.

## النشاط الفني والدعائي
ظهر في فيلم غريب في بيتي في لقطة قصيرة أثناء تعليقه على مباراة بين فريقي نادي الزمالك والأهلي المصري، كما ظهر بصورته وصوته في فيلم السيد أبو العربي وصل معلقاً على مباراة بين ناديي المصري البورسعيدي والأهلي.
كما شارك في دعاية شركة المياه الغازية بيبسي وظهر في أحد إعلاناتها بصحبة أحمد شوبير.

## وفاته
توفي ميمي الشربيني في صباح يوم الاثنين 20 رجب 1446 هـ الموافق 20 يناير عام 2025، عن عمر ناهز الثامنة والثمانين.

## روابط خارجية
- ميمي الشربيني على موقع ناشيونال فوتبول تيمز (الإنجليزية)
- ميمي الشربيني على موقع أوليمبيديا (الإنجليزية)